# Бордейра
Бордейра (порт. Bordeira)  —  район (фрегезия) в Португалии,  входит в округ Фару. Является составной частью муниципалитета  Алжезур. По старому административному делению входил в провинцию Алгарве (регион). Входит в экономико-статистический  субрегион Алгарве, который входит в Алгарве. Население составляет 492 человека на 2001 год. Занимает площадь 80,15 км².